# 31360 Huangyihsuan
31360 Huangyihsuan este un asteroid din centura principală de asteroizi.

## Descriere
31360 Huangyihsuan este un asteroid din centura principală de asteroizi. A fost descoperit pe 10 noiembrie 1998 la Socorro, New Mexico, în cadrul proiectului LINEAR. Asteroidul prezintă o orbită caracterizată de o semiaxă mare de 2,25 ua, o excentricitate de 0,11 și o înclinație de 1,9° în raport cu ecliptica.